# Pachylina
Pachylina (лат.) — подрод жуков-листоедов рода Chrysomela. Представители данного подрода характеризуются следующими признаками:
- третий членик лапок выемчатый на вершине;
- надкрылья одноцветные, металлические;
- плечевой бугорок на надкрыльях слабо выраженный;
- вершины надкрылий вытянуты у самок в острый зубчик.